# Carlo di Campobasso
Carlo di Monforte-Gambatesa, bekannt als Carlo di Campobasso († nach Mai 1459), war ein italienischer Condottiere, Graf von Termoli und Herr von Apricena und Campomarino.

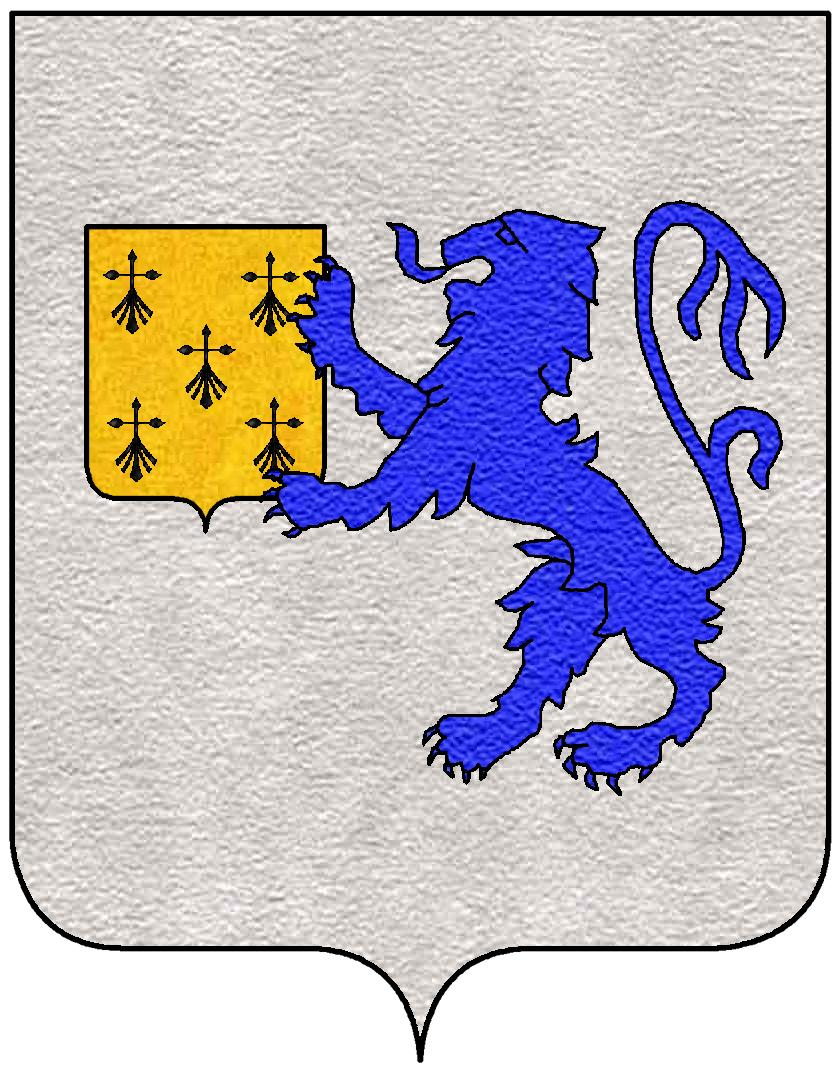
Wappen der Monforte

## Leben
Carlo war der Sohn von Guglielmo di Monforte-Gambatesa und einer unbekannten Dame aus der Familie Montagano. Er schlug eine militärische Laufbahn in der Söldnertruppe von Jacopo Caldora ein und nahm so an der Schlacht zwischen den Anjou und den Aragoniern, Thronprätendenten des Königreichs Neapel, teil. Nachdem er im Jahr 1439 der Beerdigung von Caldora in der Badia Morronese in Sulmona beigewohnt hatte, trat er unter dem Kommando dessen ältesten Sohnes Antonio Caldora in den Militärdienst ein.
1442 ging er mit Raimondo d’Annecchino nach Fermo zu Alessandro Sforza, um über die Befreiung von Raimondo Caldora zu verhandeln, der nach der Belagerung von Ortona inhaftiert worden war. Im November desselben Jahres erhielt er die Lehen von Apricena, Campomarino und Termoli.
1443 befand er sich in Neapel im Parlament, das Alfons V. von Aragon kurz nach dessen Krönung zum neuen König des Königreichs Neapel, einberufen hatte. Er trat dann in dessen Dienste und wurde zur Unterstützung des Herzogs von Mailand Filippo Maria Visconti geschickt, der sich im Krieg mit der Republik Venedig befand. Im Jahr 1447 huldigte er dem neuen Papst Nikolaus V.
Danach begab er sich bis Februar 1448 in den Sold der Goldenen Ambrosianischen Republik. Nach einer kurzen Rückkehr in den Dienst der Aragonier nahm er an der Schlacht von Piombino teil und kehrte in den Dienst der Ambrosianischen Goldenen Republik zurück. Er eroberte Guardasone und Noceto und verteidigte Parma vergeblich gegen die Belagerung durch Alessandro Sforza. Im Dezember 1449 trat er wieder in den Dienst der Aragonier. Er stellte sich mit Ferrante von Aragon den Vorstößen der Armee der Republik Florenz.
Im Jahr 1453 wechselte er mit Zustimmung der Aragonier, zusammen mit Raimondo d’Annecchino, in den Dienst der Republik Siena und erhielt das Kommando über 500 Lanzen. Danach geriet er mit Sigismondo Pandolfo Malatesta und Aldobrandino Orsini aneinander und eroberte Montevitozzo und Pitigliano und führte zahlreiche Raubzüge durch. Er scheiterte mit der Belagerung von Sorano und wurde mit 4000 Dukaten Abfindung von seinem Posten entlassen. Diesen bekam Malatesta, der inzwischen die Seiten gewechselt hatte.
Carlo kehrte in den Dienst von Ferrante von Aragon zurück (inzwischen war er seinem Vater auf den neapolitanischen Thron gefolgt), der ihn nach Kalabrien schickte, um die vom Marquis von Crotone Antonio Ventimiglia angezettelten Aufstände niederzuschlagen und kämpfte in Zagarise, Taverna, Sellia und Belcastro. Carlo starb kurz nach Mai 1459. Da er keine Söhne hatte, wurden seine Lehen von seinem Neffen Cola di Monforte, dem Sohn seines Bruders Angelo di Monforte-Gambatesa, geerbt.

## Stammfolge
Carlo di Monforte-Gambatesa heiratete Orsina Orsini, mit der er 4 Töchter hatte:
- Lucrezia, verheiratet mit Giulio di Capua;
- Catella, heiratete 1440 Menelao Di Gennaro;
- Margherita, verheiratet mit Giovanni Gambacorta;
- Viola, verheiratet mit Sforza Gambacorta.